# Chamars
Chamars est un secteur situé à l'ouest du centre historique de Besançon, dont la quasi-totalité du site est occupée par le parking Chamars et par l'espace vert.

## Étymologie
Chamars proviendrait de la contraction de campus martii (champ de Mars, dieu de la guerre des Romains).

## Histoire
Le site, étant géographiquement situé dans le centre historique de Besançon, fut occupé dès l'époque romaine. À l'origine marécageux, le secteur est devenu un pâturage et accueillait le moulin de la ville. Chamars était aussi coupé par un bras du Doubs, il était donc divisé en deux sous-secteurs : le petit et le grand Chamars ; le bras du Doubs fut comblé à la fin du XIXe siècle.
Lors de son procès en sorcellerie en 1658, Pernette Maire avoua que son démon la « transportait au sabbat, qui se tenait à Chamars, près de la maison des Arquebusiers ».
Au XVIIe siècle, Vauban décide de fortifier le site, qu'il juge beaucoup trop vulnérable. Il y construit la tour bastionnée de Chamars, la tour bastionnée du Marais, le corps de garde de Chamars ainsi qu'un réseau de remparts qui protégeaient l'intégralité du site. À la fin du règne de Louis XV, l'intendant de Lacoré décide d'embellir le centre-ville de la capitale comtoise. Il y fit aménager un des plus beaux espaces verts de France en faisant appel à l'architecte Claude Joseph Alexandre Bertrand. On y trouvait à l'époque un café, des bains pour la noblesse construits par Claude-Antoine Colombot, une volière d'oiseaux rares, des cascades, un jardin botanique et de nombreuses plantations.
En 1830, les remparts sont détruits ainsi qu'une partie du jardin, avant d'être totalement réaménagés de 1978 à 1982. Quelques platanes, ainsi que les deux vasques de pierre de Jean-Baptiste Boutry, ont été conservés.
De 1864 à 1942, sur la  promenade Chamars tronait la Statue du général Pajol sculptée par son fils Pajol et fondue par Thiébaut  Victor.

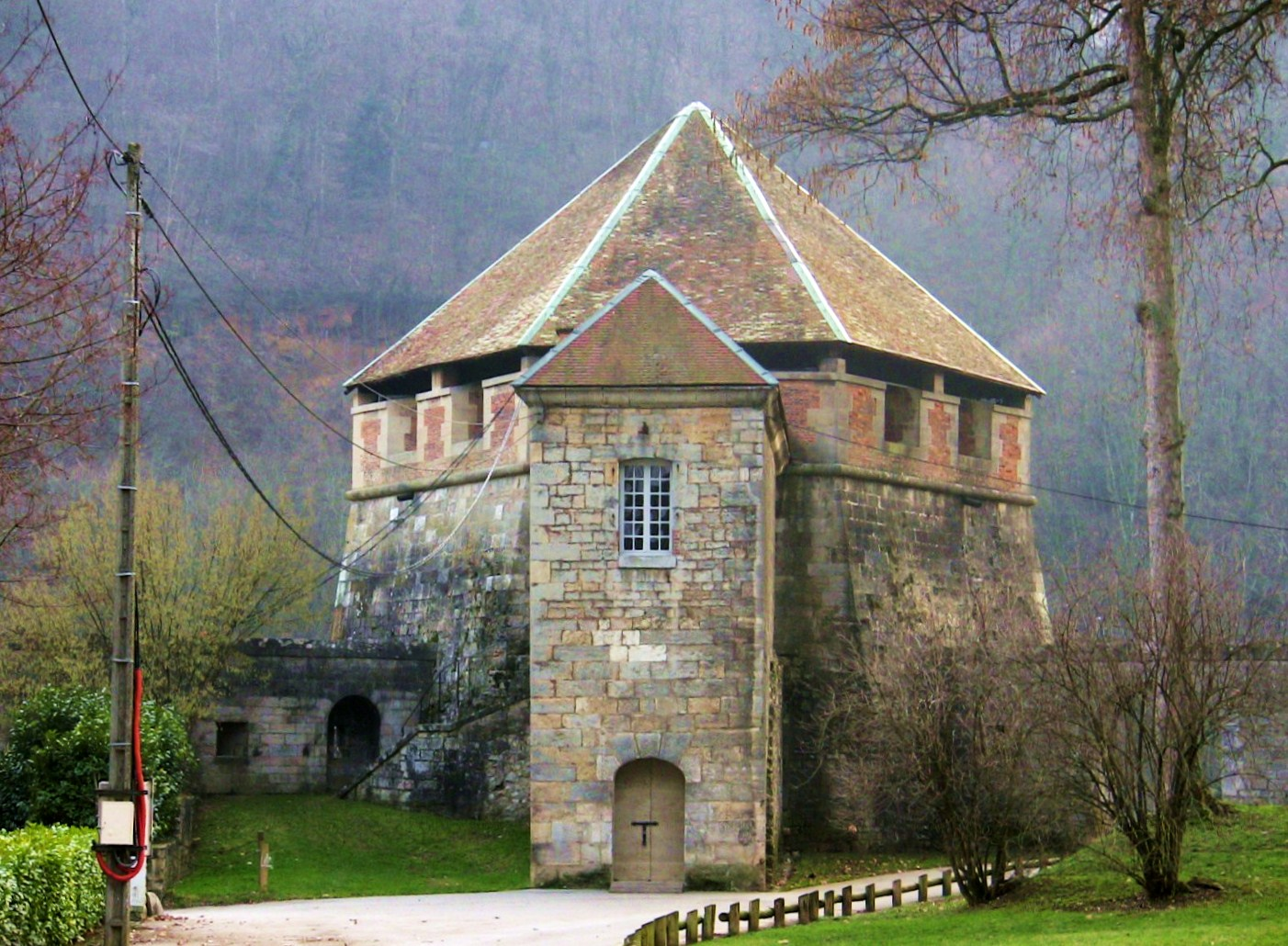
Tour de Chamars.
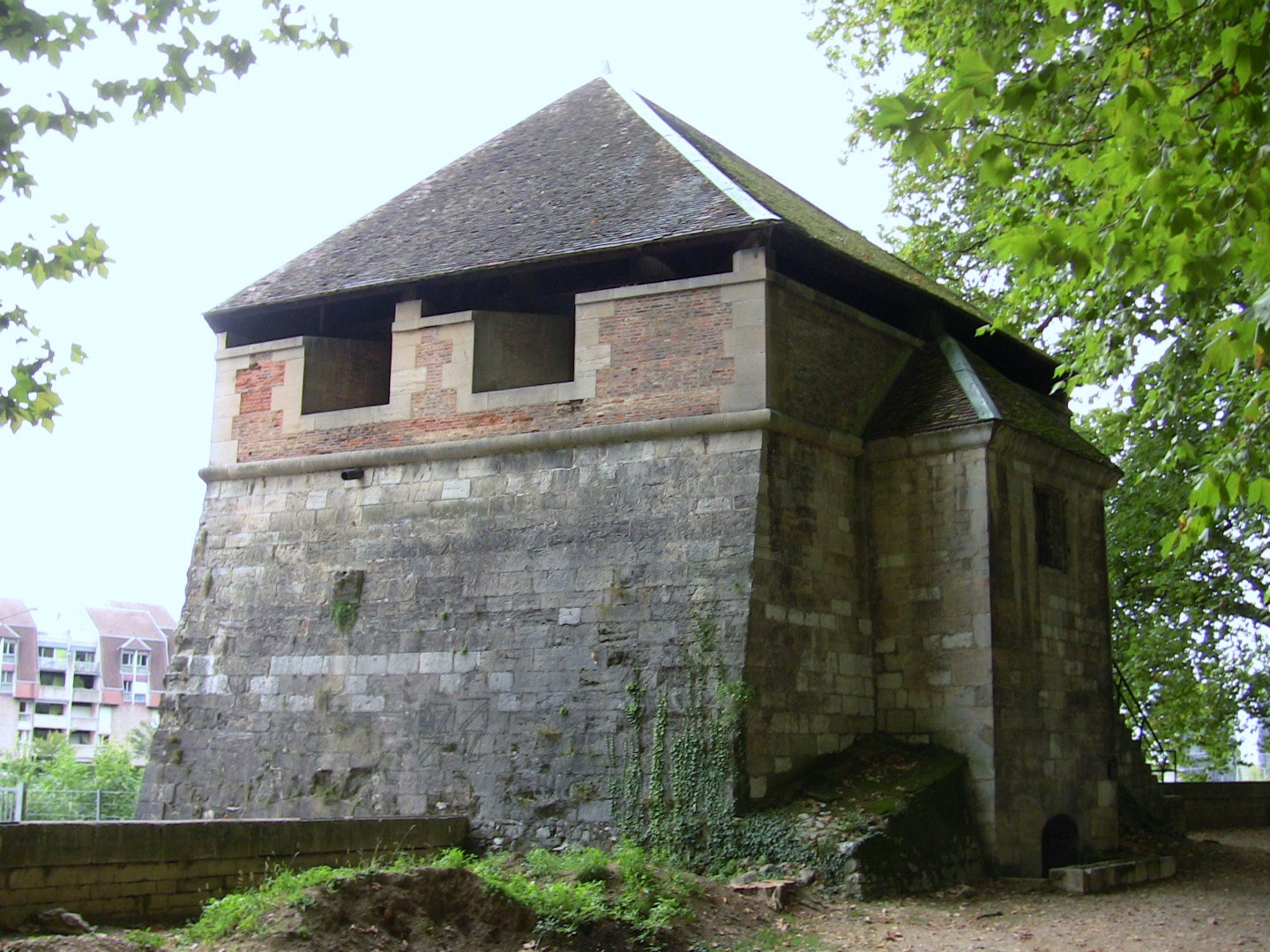
Tour du Marais.
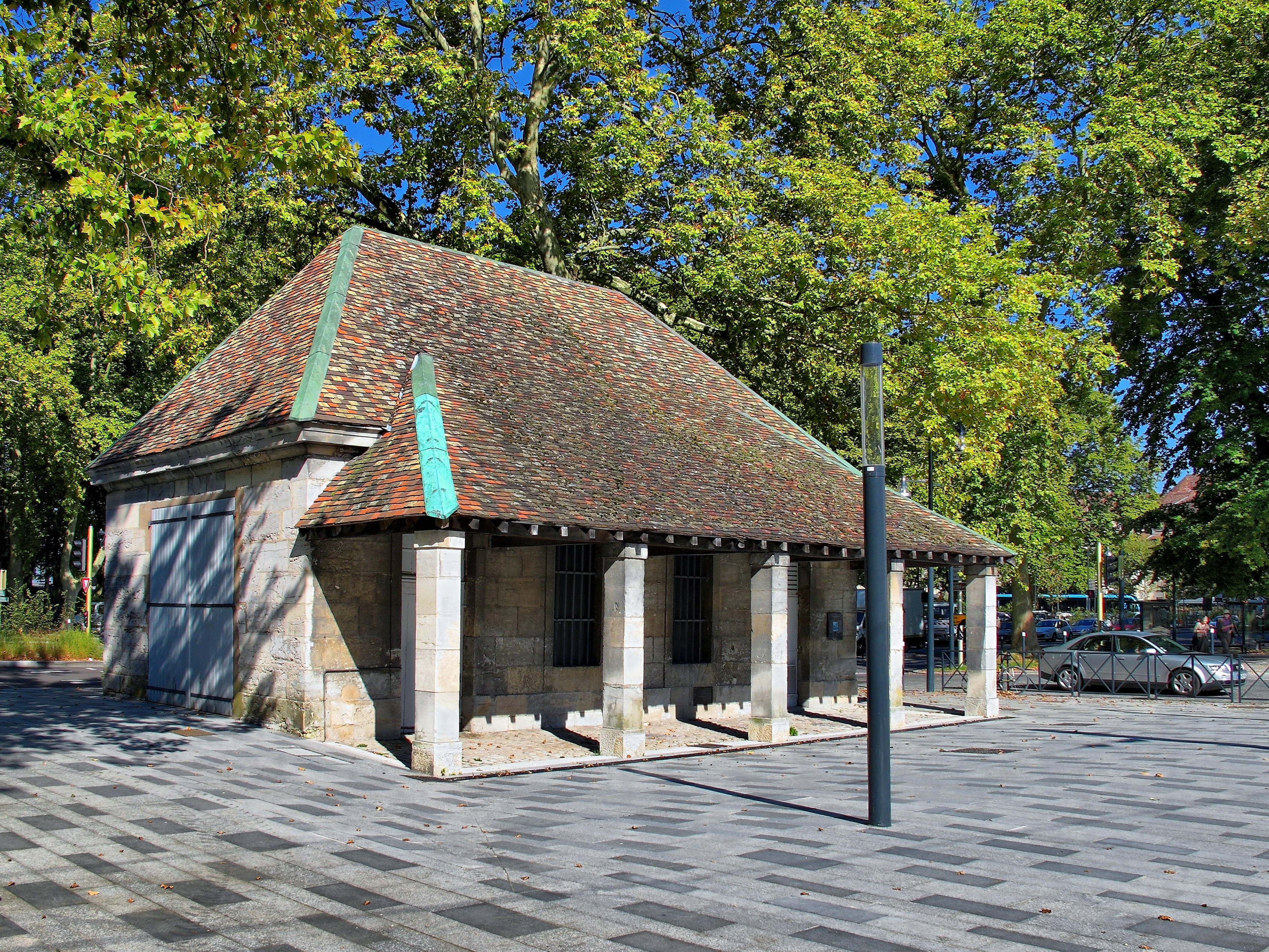
Le corps de garde.
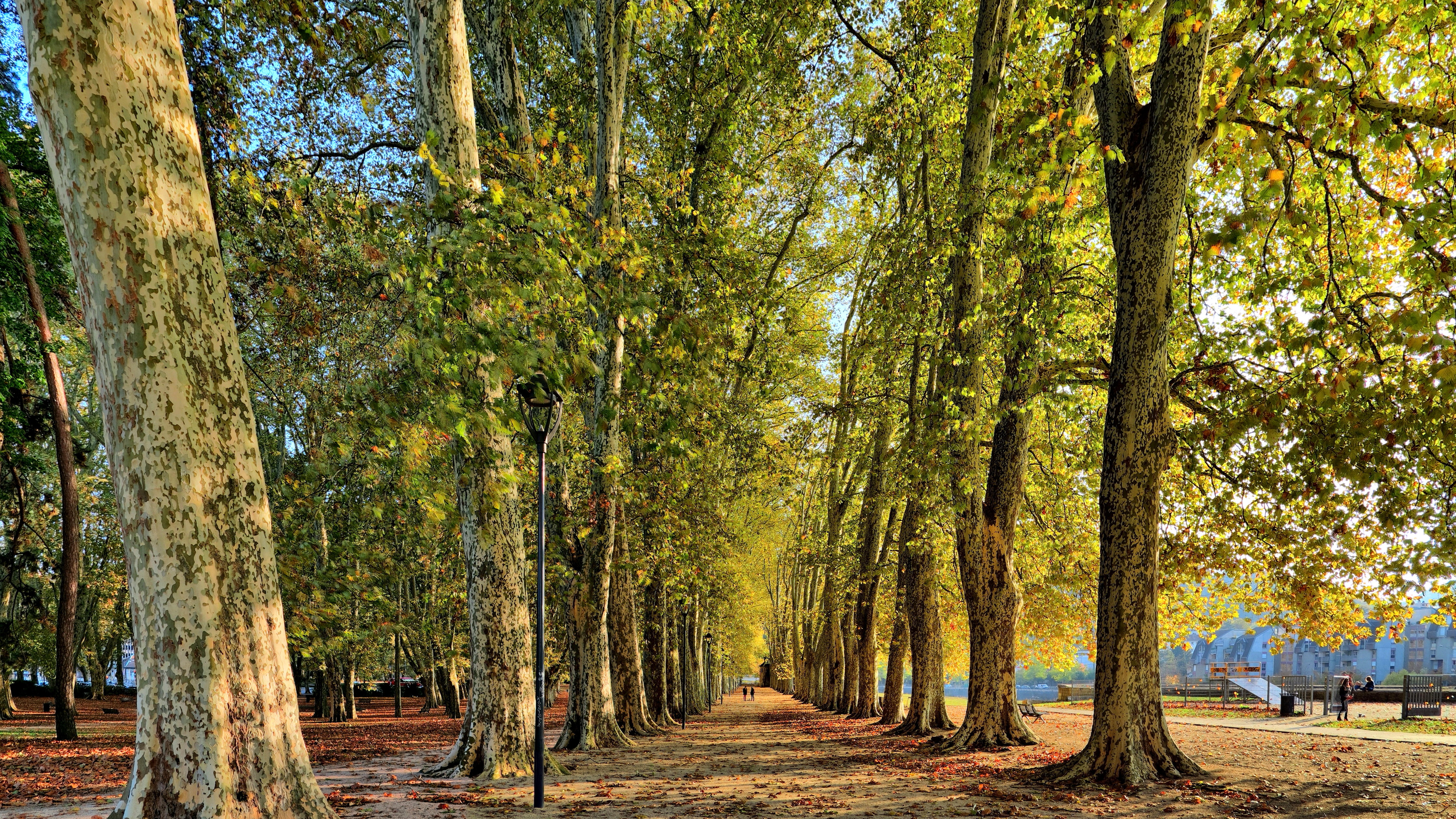
Allée de platanes.

## Géographie
Le secteur est situé à l'ouest du centre historique de Besançon, au centre de Besançon. Il est bordé par le Doubs, et limitrophe du secteur de la Gare d'eau et du reste du centre-ville. Les principaux axes de communication sont le boulevard Charles De Gaulle, reliant le secteur à la Grette et à Planoise.

## Transport
C'est la compagnie Ginko qui gère le transport urbain de Besançon. Chamars constitue un pôle du réseau, regroupant : 

- les lignes de  TRAM T1  T2 ,
- les lignes de bus  BUS L4  L6  9  10  21  23  24  81  82  83  85  86 , les  Ginko Diabolo  D1  D2 , ainsi que la ligne  Ginko Citadelle  reliant Chamars (dont elle est le terminus) à la citadelle de Besançon,
- Chamars regroupe aussi une station de partage de vélos VéloCité et une station de voitures libre-service Citiz.

## Monuments
- Tour de Chamars
- Tour du Marais
- Corps de garde de Chamars
- Fontaine
- Vases en pierre, créés par Jean-Baptiste Boutry
- Statue d'Henriette de Crans, première femme franc-comtoise brûlée vive en 1432 pour crime de sorcellerie[2]

## Galerie

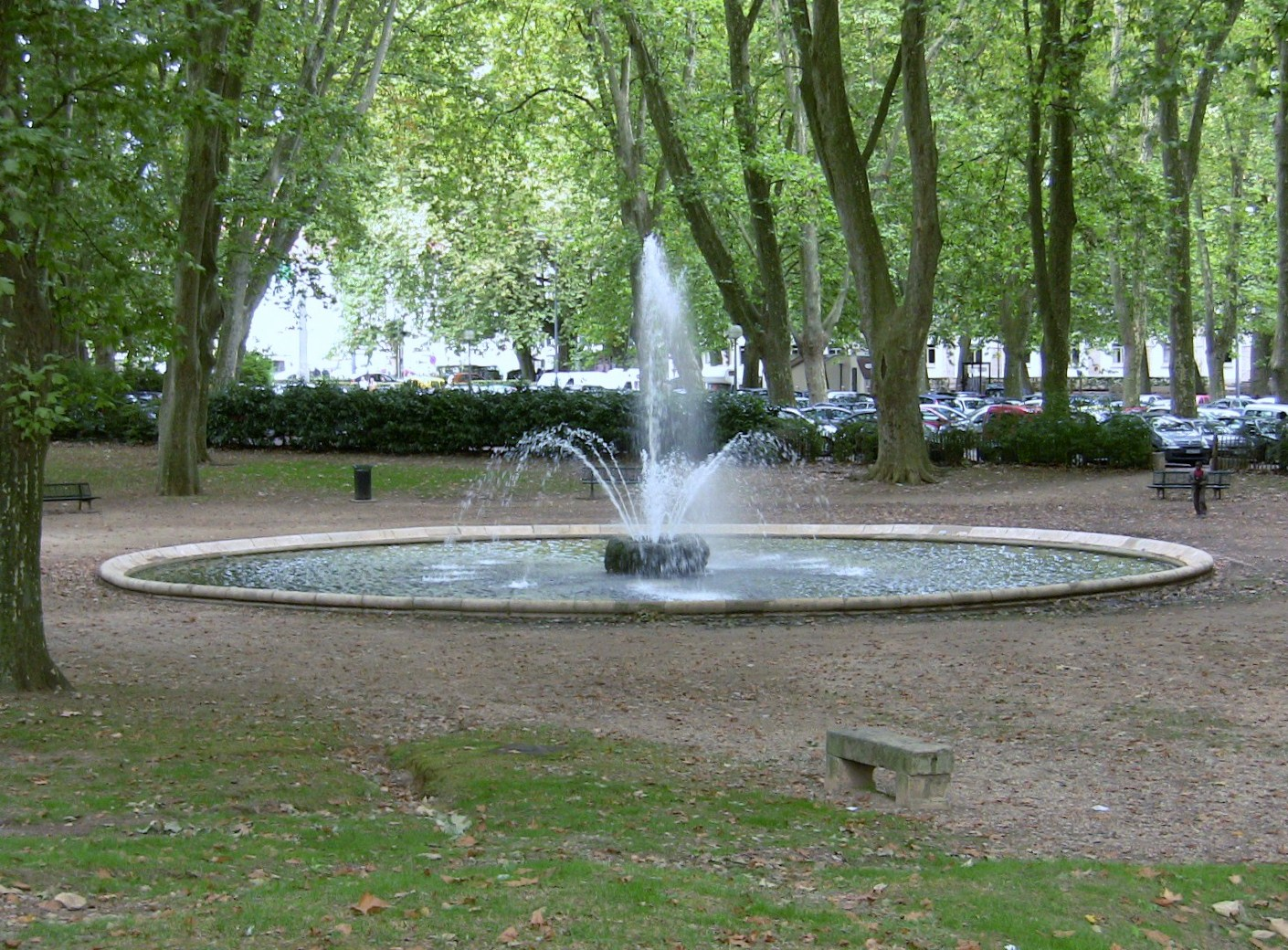
La fontaine
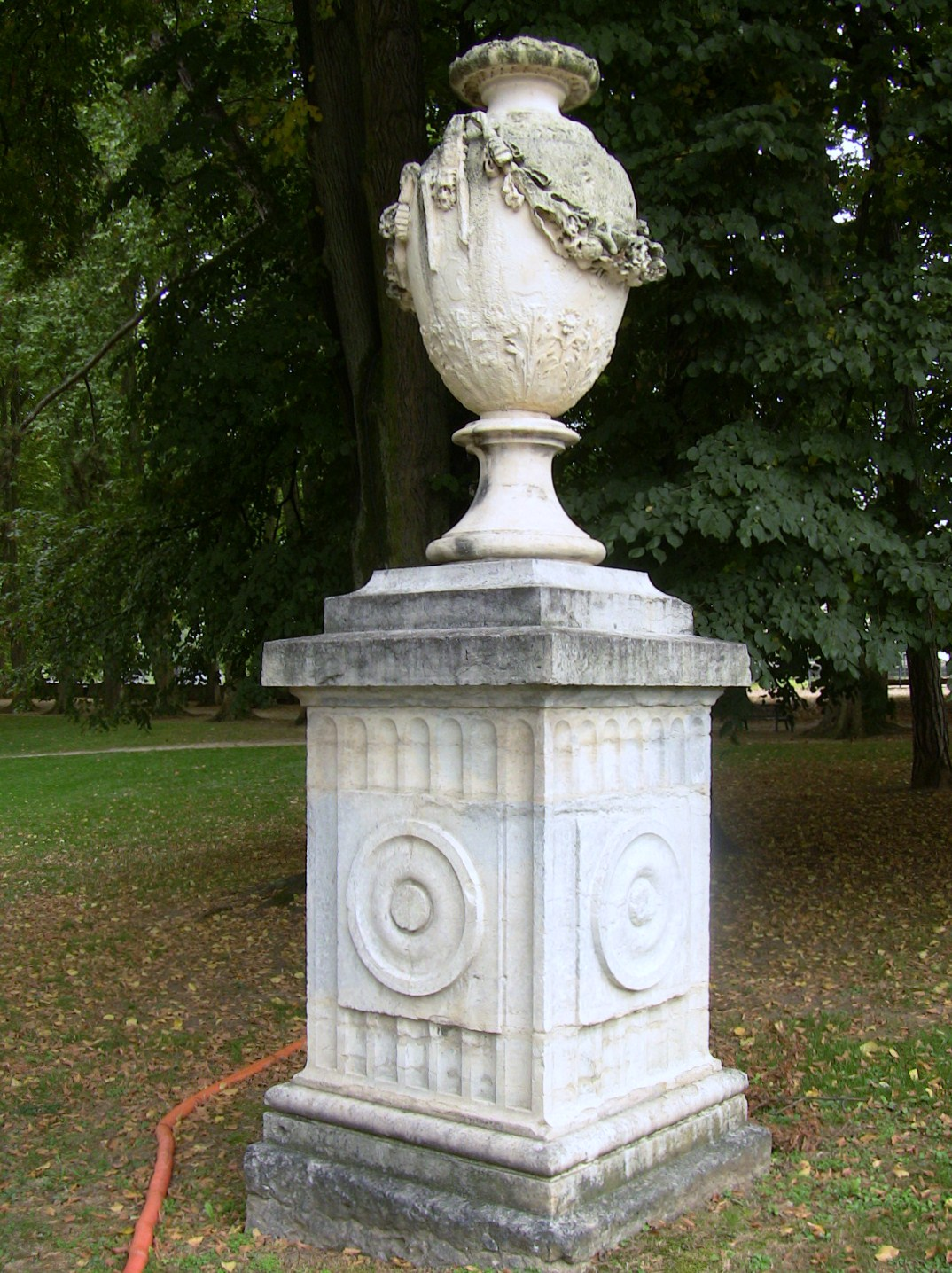
L'un des deux vases de Boutry
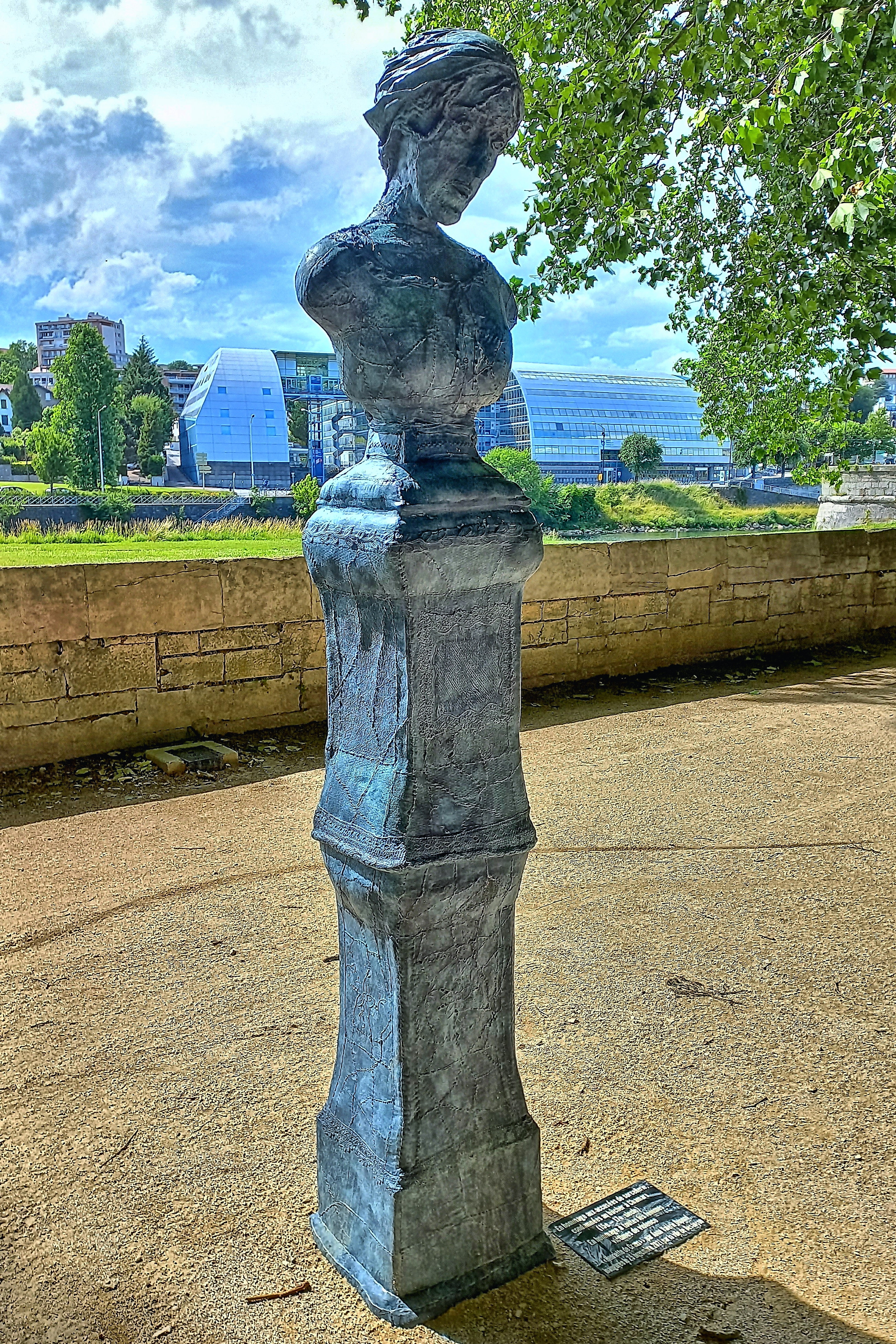
Statue d'Henriette de Crans.
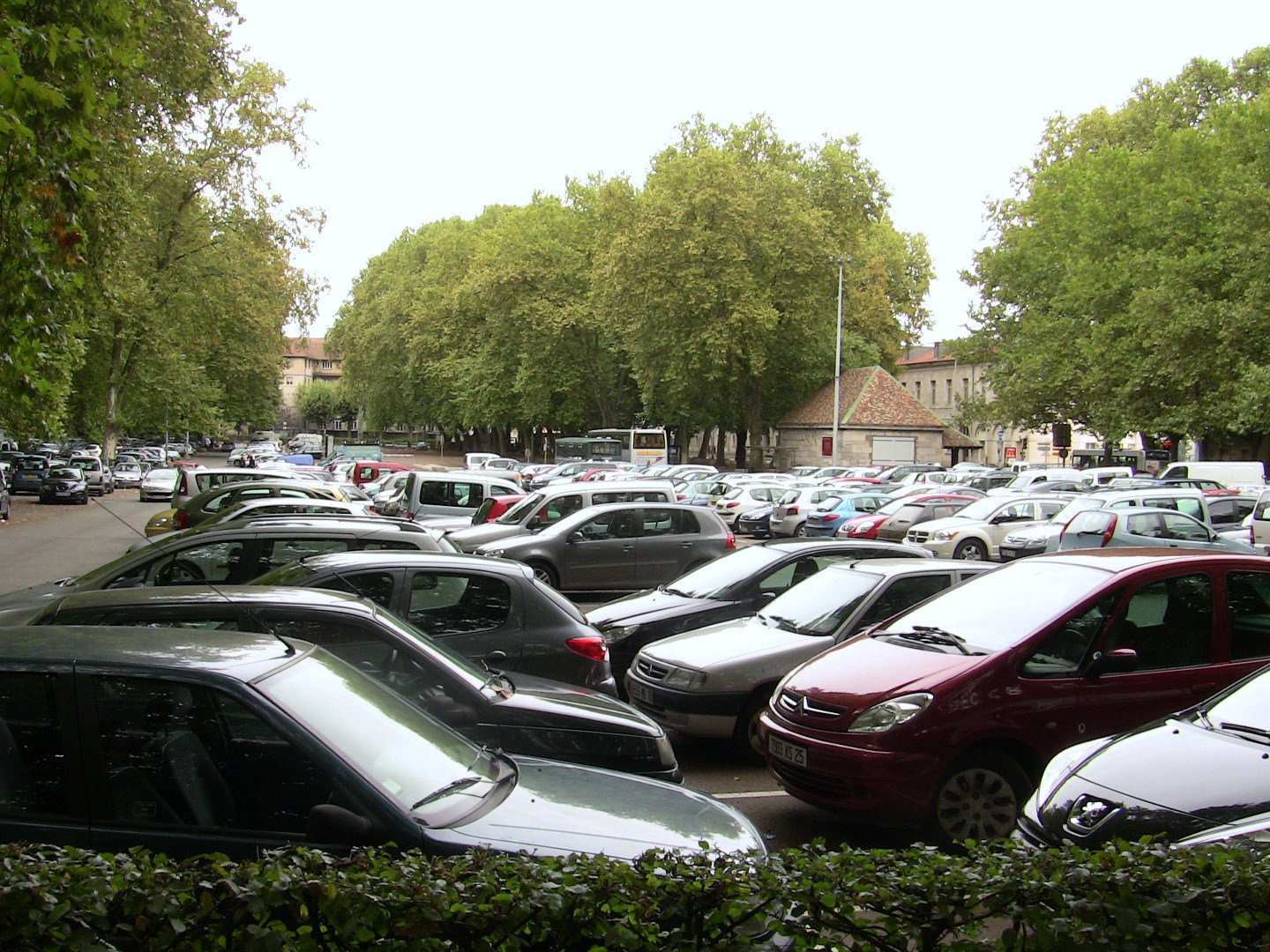
Le parking
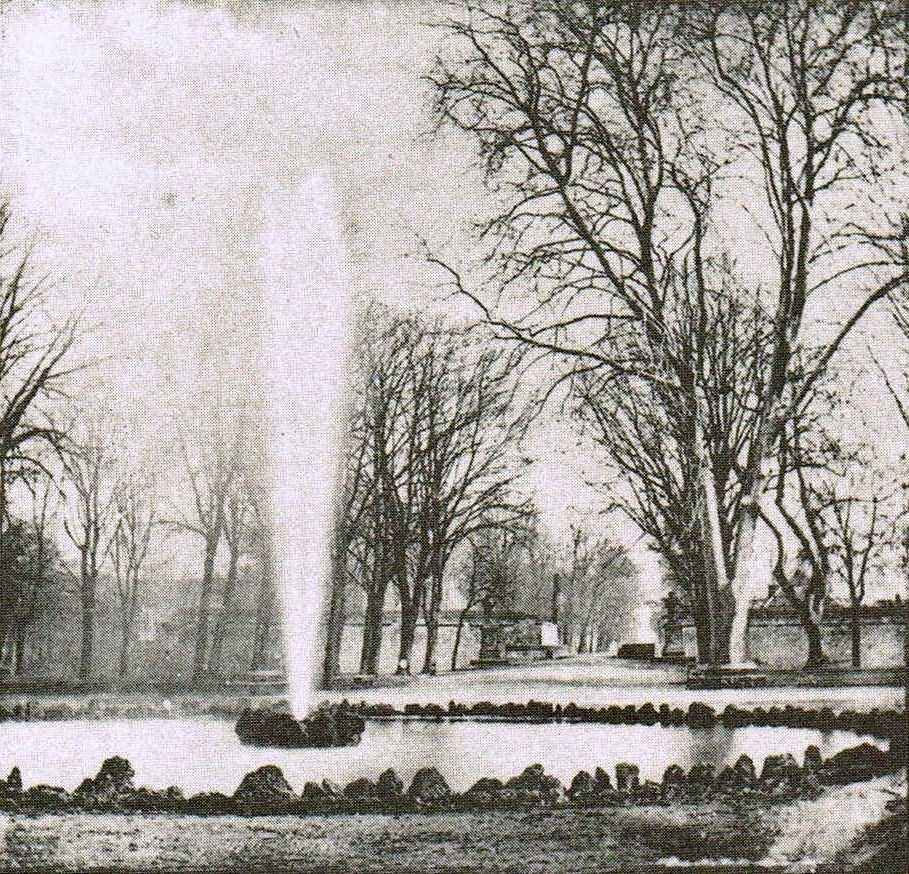
Le parc de Chamars et la fontaine, avant 1875
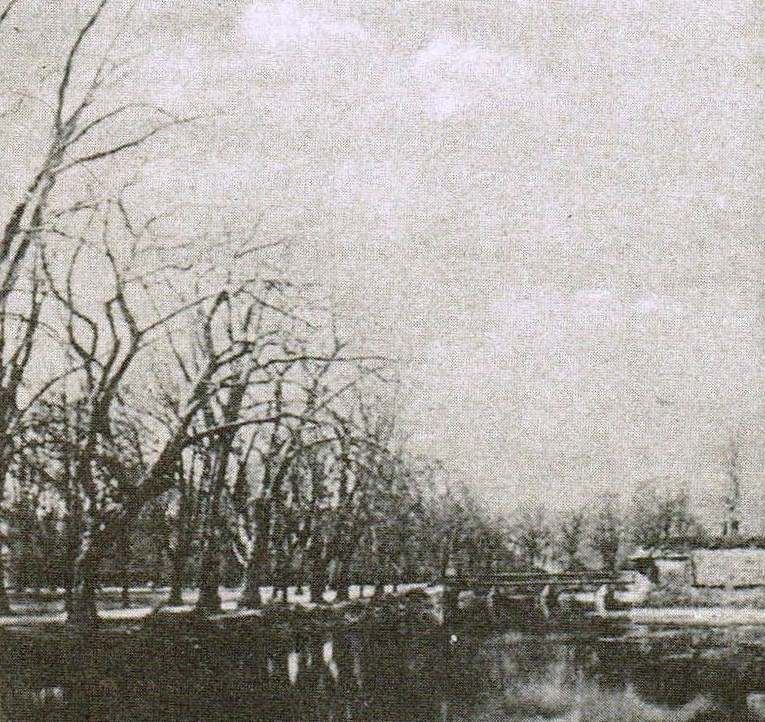
Canal de Chamars avant 1875